# Bembidion minimum
Bembidion minimum es una especie de escarabajo del género Bembidion, familia Carabidae. Fue descrita científicamente por Fabricius en 1792.
Habita en Albania, Argelia, Armenia, Austria, Bielorrusia, Bélgica, Bosnia y Herzegovina, Bulgaria, Chequia, Dinamarca, Estonia, Finlandia, Francia, Alemania, Gran Bretaña, Grecia, Hungría, Irán, Irlanda, Kazajistán, Letonia, Lituania, Moldavia, Marruecos, Países Bajos, Noruega, Polonia, Portugal, Rumania, Rusia, Serbia, Eslovaquia, España, Suecia, Túnez y Ucrania.